# Francesco Albani
Francesco Albani, anomenat L'Albano, (Bolonya, 17 d'agost de 1578 - ídem, 4 d'octubre de 1660) va ser un pintor italià del classicisme romà-bolonyès. Deixeble d'Agostino Carracci, va instal·lar el seu taller a Bolonya, sent difícil determinar amb precisió quins quadres dels quals duen la seva signatura són seus o dels seus deixebles.

## Biografia

### Primers anys a Bolonya
Nascut a Bolonya, el seu pare era un mercader de sedes que va intentar instruir el seu fill en el negoci familiar, però a l'edat de dotze anys, el jove Albani es va convertir en aprenent del manierista flamenc Denys Calvaert. Al seu taller va conèixer Guido Reni, a qui va seguir a la Accademia degli Incamminati, fundada pels germans Carracci. En aquest estudi es van forjar les carreres dels principals pintors de l'escola Bolonyesa del Seicento, com ara Domenichino, Lucio Massari, Giovanni Lanfranco, Giovanni Francesco Grimaldi, Pietro Faccini, Remigio Cantagallina i, per descomptat, Guido Reni.

### Període romà
El 1600, Albani es va instal·lar a Roma per treballar en la decoració al fresc del Palazzo Farnese, a les ordres d'Annibale Carracci. Sota la fèrula del papa Climent VIII (1592 - 1605), Roma va gaudir d'un període d'estabilitat que va afavorir de nou el mecenatge artístic. El matrimoni de Ranuccio I, duc de Parma, amb Margarida Aldobrandini va propiciar una aliança de les famílies Farnese i Aldobrandini. No és estrany que el cardenal Odoard Farnese, germà del duc, triés patrocinar els Carracci. El seu treball al Palazzo Farnese va establir la supremacia de l'escola bolonyesa en el panorama artístic romà durant les següents dues dècades.
Albani es va convertir en un dels deixebles més destacats d'Annibale. Usant els dissenys del seu mestre i ajudat per Lanfranco i Sisto Badalocchio, va completar els frescos per a la capella de Sant Didac a San Giacomo degli Spagnoli entre 1602-1607. També són de la seva mà les decoracions del Palazzo Mattei di Giove a Roma. Posteriorment completaria aquests frescos amb una altra sèrie sobre la vida de Sant Josep.
El 1609, va completar la decoració del sostre de la gran sala del Palazzo Giustiniani (actualment Palazzo Odescalchi) amb frescos com la Caiguda de Faetó i el Consell dels Déus. Aquests treballs li van ser encarregats pel marquès Vicenzo Giustiniani, patró també de Caravaggio.
Entre el 1612 i el 1614 va realitzar els frescos del cor de l'església de Santa Maria della Pace, recentment remodelada per Pietro da Cortona. El 1616 va pintar els frescos del sostre del Palazzo Verospi en Via del Corso per al cardenal Fabrizio Verospi, amb el tema d'Apolo i les Hores.
En els seus últims anys, Albani va mantenir una lleial rivalitat amb el més famós Guido Reni, que gaudia de la total confiança dels Aldobrandini. Albani havia treballat sota la seva direcció a la capella del Palazzo del Quirinale.
Entre els seus alumnes cal destacar Carlo Cignani, Andrea Sacchi, Pier Francesco Mola, Giacinto Bellini, Girolamo Bonini, Giacinto Campagna, Antonio Catalani, Joan Maria Galli, Filippo Menzani, Andrea Seghizzi, Giovanni Battista Speranza, Antonio Maria del Sole, Emilio Taruffi i Francesco Vaccaro. A la mort de la seva dona va tornar a Bolonya, on va contreure un segon matrimoni i va residir fins a la seva mort.

## Obra

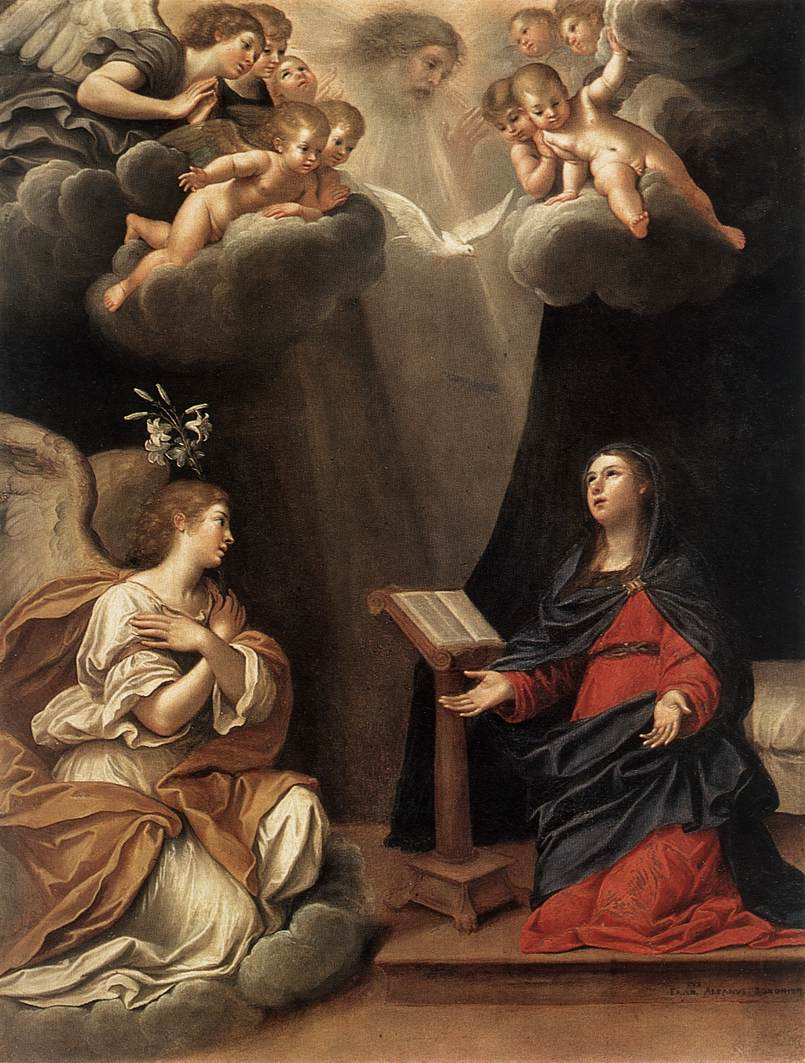
"Anunciació" (cap a 1645), de Francesco Albani

En els seus quadres va tractar temes mitològics en els quals destaquen les composicions de les figures infantils, sota influència de Tiziano. La Mitologia també li va servir de pretext per a realitzar quadres atrevits per a la seva època.
Els millors frescos d'Albani són sempre de tema mitològic. Entre les seves millors obres de tema sagrat estan unaSant Sebastiài unaAssumpció de la Mare de Déu, tots dos a l'església de San Sebastiano fuori li Mura, a Roma. Es troba entre els pintors italians aficionats a la pintura de gabinet. Les seves obres mitològiques inclouen una Venus Dorment, Diana al Bany, Danae, Galatea i elRapte d'Europa. Un estrany gravat, amb la Mort de Dido, li és atribuït.
A continuació s'indiquen algunes de les seves obres més importants: 
- Berlín, Staatliche Museum: Noli me tangere
- Bolonya, Galeria Nacional y: Verge amb el Nen a la glòria i Sant Joan Baptista, Francesc i Mateu,
- Brussel·les, Museu Reial: Adam i Eva
- Budrio, Bolonya, l'església de San Domenico:Sant Pere Màrtir i Sant Joan Baptista
- Dijon, Museu: La Visitació
- Dresden, Gemaeldegalerie: El triomf de Galatea, Dansa de cupidos amb l'estàtua de l'Amor, l'expulsió del paradís; Sagrada Família amb Santa Anna i Sant Joan; Venus i Cupido
- Florència, Uffizi: Paisatge amb Sant Joan, L'Alliberament de Sant Pere,
  - Palazzo Pitti: Noli me tangere, Sagrada Família, L'Alliberament de Sant Pere
- Fontainebleau, Museu Nacional:Descans en la fugida a Egipte: El triomf de la Cibeles
- Lió, Musée des Beaux Arts:La predicació Sant Joan Baptista, el Baptisme de Crist,
- Madrid, Museu del Prado: El bany de Venus; Judici de Paris
- Milà, Pinacoteca de Brera: Dansa de cupidos amb la violació de Proserpina, la Sagrada Família amb els Sants Andreu i Tomàs
- Palerm, Galeria Regional Palazzo Abatellis: Venus i Adonis
- París, Louvre, San Francesc en oració, Diana i Acteó Noli me tangere; Salmace i hermafrodites; circumcisió
- Roma, Pinacoteca Capitolina: Verge amb el Nen i àngels, la Verge i el Nen, Maria Magdalena
  - Galeria Colonna:Ecce Homo, La Violació d'Europa,
  - Doria Pamphili: Èxtasi de Sant Francesc, Sagrada Família amb Santa Caterina i Santa Cecília
  - Galleria Nazionale d'Arte Antica del Palazzo Barberini: Noli me tangere
- Sarasota, Ringling Museum: Descans en la fugida a Egipte,
- Torí, Savoy Galeria de fotos:Salmace i hermafrodites